# Ур-Нінгірсу
Ур-Нінгірсу — правитель (енсі) шумерської держави Лагаш. Його правління припадало приблизно на другу половину XXII століття до н. е.

## Правління
Зумів зберегти політичне становище й могутність Лагаша, що їх досягнув його батько, Гудеа. В останній рік його правління стались якісь бурхливі політичні події, що призвели до повалення з престолу енсі й усунення цілої групи знатних осіб від політичної влади. У тому перевороті, окрім Какуга, досить значну роль відіграв і жрець богині Нанше зі священного міста Сірарана.